# Shutter Island
Shutter Island är en amerikansk psykologisk thriller från 2010 i regi av Martin Scorsese med Leonardo DiCaprio i huvudrollen. Filmen är baserad på författaren Dennis Lehanes bästsäljare. Boken publicerades på svenska 2003 under namnet Patient 67. Filmen är det fjärde samarbetet mellan Martin Scorsese och Leonardo DiCaprio.

## Handling
En mordisk mentalpatient, Rachel Solando, har rymt från mentalsjukhuset Ashecliffe beläget på ön Shutter Island. Rymlingen antas gömma sig på ön, vilket gör att kriminalkommissarie Teddy Daniels skickas dit för att hitta henne, men han blir istället indragen i en livsfarlig katt- och råttalek och det visar sig snart att sjukhuset bär på mycket mörka hemligheter.

## Skådespelare
- Leonardo DiCaprio - Sheriff Edward "Teddy" Daniels
- Mark Ruffalo - Sheriff Chuck Aule
- Ben Kingsley -  Dr. Stephen Cawley
- Michelle Williams - Dolores Chanal
- Emily Mortimer - Rachel Solando
- Patricia Clarkson - Dr. Rachel Solando
- Jackie Earle Haley - George Noyce
- Ted Levine - Fängelsedirektören
- John Carroll Lynch - Vice fängelsedirektör McPherson
- Max von Sydow - Dr. Jeremiah Naering
- Robin Bartlett - Bridget Kearns
- Christopher Denham - Peter Breene
- Nellie Sciutto - Sjuksköterska Marino
- Joseph Sikora - Glen Miga
- Curtis I' Cook - Trey Washington
- Ray Anthony Thomas - Orderly Ganton
- Joseph McKenna - Billings
- Ruby Jerins - Liten flicka
- Elias Koteas - Andrew Laeddis

## Musik
Ett dubbelalbum med låtarna från filmen finns utgivet. Scorsese tog hjälp av Robbie Robertson för att sätta ihop filmens ljudspår.
- CD 1

1. "Fog Tropes" (Ingram Marshall) – Orchestra of St. Lukes, dirigent John Adams
2. "Symphony No. 3: Passacaglia - Allegro Moderato" (Krzysztof Penderecki) – National Polish Radio Symphony, dirigent Antonio Wit
3. "Music For Marcel Duchamp" – Philipp Vandré
4. "Hommage á John Cage" – Nam June Paik
5. "Lontano" (György Ligeti) – Wiener Philharmoniker, dirigent Claudio Abbado
6. "Rothko Chapel 2" (Morton Feldman) – UC Berkeley Chamber Chorus
7. "Cry" – Johnnie Ray
8. "On The Nature Of Daylight" – Max Richter
9. "Uaxuctum: The Legend Of The Mayan City Which They Themselves Destroyed For Religious Reasons – 3rd Movement" (Giacinto Scelsi) – Vienna Radio Symphony Orchestra
10. "Quartet For Strings And Piano In A Minor" (Gustav Mahler) – Prazak Quartet

- CD 2

1. "Christian Zeal And Activity" (John Adams) – The San Francisco Symphony, dirigent Edo de Waart
2. "Suite For Symphonic Strings: Nocturne" – The New Professionals Orchestra, dirigent Rebecca Miller
3. "Lizard Point" – Brian Eno
4. "Four Hymns: II For Cello And Double Bass" (Alfred Schnittke) – Torleif Thedéen & Entcho Radoukanov
5. "Root Of An Unfocus" – Boris Berman
6. "Prelude - The Bay" – Ingram Marshall
7. "Wheel Of Fortune" – Kay Starr
8. "Tomorrow Night" – Lonnie Johnson
9. "This Bitter Earth"/"On The Nature Of Daylight" – Dinah Washington/Max Richter